# Kharabadinni, Manvi
Kharabadinni là một làng thuộc tehsil Manvi, huyện Raichur, bang Karnataka, Ấn Độ.